# Jonathan Banks
Jonathan Ray Banks (Washington, 1947. január 31. –) amerikai színész.
Emlékezetesebb filmjei közé tartozik az Airplane! (1980), a 48 óra (1982) és a Beverly Hills-i zsaru (1984). Az 1980-as években a Wiseguy című bűnügyi sorozatban kritikai sikert ért el Frank McPike szerepében. A 2008-ban indult Breaking Bad – Totál szívás című televíziós sorozatban és annak Better Call Saul című spin-offjában Mike Ehrmantraut-ot alakítja, amely szerepért szintén méltatták a kritikusok.
Pályafutása során összesen öt alkalommal jelölték Primetime Emmy-díjra, legjobb férfi mellékszereplő (drámai tévésorozat) kategóriában.

## Fiatalkora és családja
Washingtonban született, édesanyja Elena Banks (leánykori nevén Adams) a CIA-nek dolgozott és az Indiana Egyetemen professzorként oktatott. Banks szintén az Indiana Egyetemen tanult, ahol a színész Kevin Kline csoporttársa volt. Ebben az időben közösen szerepeltek a Koldusopera feldolgozásában. Banks otthagyta az egyetemet és színpadi menedzserként csatlakozott egy utazótársulathoz, mely a Hair musicalt játszotta. A társulattal beutazta Ausztráliát és Új-Zélandot.

## Színészi pályafutása
1974-ben Los Angelesbe költözött és alkalmi sorozatszerepeket vállalt. Kisebb alakítása volt az 1974-es Linda's Film on Menstruation című szexuális felvilágosító kisfilmben. Banks emlékezetesebb szerepeket a 48 óra (1982) és a Beverly Hills-i zsaru (1984) című akciófilmekben kapott. Szerepelt továbbá az Airplane! (1980), a Szörnyecskék (1984), a Fegyvere van, veszélyes (1986), a Szabad préda (1992), a Száguldó erőd (1995), a Flipper (1996) és a Személyiségtolvaj (2013) című filmekben.
A szakmai áttörést a televíziós szereplések terén az 1987-ben indult Wiseguy című sorozat jelentette számára. Négy éven át alakította benne Frank McPike-ot (a sorozat főszereplőjének mentorát), színészi játéka egy Primetime Emmy-jelölést hozott számára.
Banks a 2008-ban indult Breaking Bad – Totál szívás második évadjában tűnik fel először az alvilági testőr, magánnyomozó és bérgyilkos Mike Ehrmantraut szerepében. A harmadik, negyedik és ötödik évadban állandó szereplővé vált Ehrmantraut megformálásáért az ötödik évad során Primetime Emmy-re jelölték legjobb férfi mellékszereplő (drámai tévésorozat) kategóriában. 2013-ban Szaturnusz-díjat kapott a mellékszerepért és a sorozat többi színészével közösen egy Screen Actors Guild-díjat is elnyert, legjobb szereplőgárda (drámasorozat) kategóriában. A Better Call Saul című sorozatban ismét Ehrmantraut bőrébe bújt és három további Primetime Emmy-jelölést kapott. A Balfékek című sorozatban szintén visszatérő szerepben tűnik fel.
2016 áprilisában az Indiana Egyetem tiszteletbeli doktori címmel ajándékozta meg.

## Filmográfia

### Film
| Év   | Magyar cím                                       | Eredeti cím                                                | Szerep                     | Magyar hang            |
| ---- | ------------------------------------------------ | ---------------------------------------------------------- | -------------------------- | ---------------------- |
| 1978 | Hazatérés                                        | Coming Home                                                | tengerészgyalogos a partin |                        |
| 1978 | Bohókás nyomozás                                 | The Cheap Detective                                        | taxis                      |                        |
| 1978 | Pokolról pokolra                                 | Who'll Stop the Rain                                       | tengerészgyalogos          |                        |
| 1979 | A rózsa                                          | The Rose                                                   | televíziós promóter        |                        |
| 1980 | Airplane!                                        | Airplane!                                                  | Gunderson                  |                        |
| 1980 | Dutyi dili                                       | Stir Crazy                                                 | Jack Graham                | Kalocsai Miklós        |
| 1981 |                                                  | Gangster Wars                                              | Dutch Schultz              |                        |
| 1982 | Frances                                          | Frances                                                    | stoppos                    | Katona Zoltán          |
| 1982 | 48 óra                                           | 48 Hrs.                                                    | Algren                     | Balázsi Gyula          |
| 1982 | 48 óra                                           | 48 Hrs.                                                    | Algren                     | Háda János             |
| 1984 | Szörnyecskék                                     | Gremlins                                                   | Brent rendőr               |                        |
| 1984 | Nyomul a nyolcadik dimenzió                      | The Adventures of Buckaroo Banzai Across the 8th Dimension | őr a Lizardo kórházban     |                        |
| 1984 | Beverly Hills-i zsaru                            | Beverly Hills Cop                                          | Zack                       | Szacsvay László        |
| 1984 | Beverly Hills-i zsaru                            | Beverly Hills Cop                                          | Zack                       | Fekete Zoltán          |
| 1986 | Fegyvere van, veszélyes                          | Armed and Dangerous                                        | Clyde Klepper              | Juhász György          |
| 1987 | Hideg acél                                       | Cold Steel                                                 | Iceman                     |                        |
| 1988 |                                                  | Pin                                                        | Pin (hangja)               |                        |
| 1990 | Ásó, kapa, nagykaland                            | Honeymoon Academy                                          | Pitt                       | Borbély László         |
| 1992 | Szabad préda                                     | Freejack                                                   | Michelette                 | Sinkovits-Vitay András |
| 1992 | Ha kikaparod, megkapod                           | There Goes the Neighborhood                                | Harry                      | Gáti Oszkár            |
| 1993 | Forráspont                                       | Boiling Point                                              | Max Waxman                 |                        |
| 1994 | Az igazság megszállottja 3. – A befejezetlen ügy | Walker Texas Ranger 3: Deadly Reunion                      | Shelby Valentine           |                        |
| 1995 | Száguldó erőd                                    | Under Siege 2: Dark Territory                              | Scotty                     | Földi Tamás            |
| 1995 | Vérbeli zsaru (A kiirthatatlan)                  | Last Man Standing                                          | Frank 'Doc' Kane nyomozó   | Konrád Antal           |
| 1995 | Vérbeli zsaru (A kiirthatatlan)                  | Last Man Standing                                          | Frank 'Doc' Kane nyomozó   | Trokán Péter           |
| 1996 | Flipper                                          | Flipper                                                    | Dirk Moran                 | Reviczky Gábor         |
| 1996 |                                                  | Dark Breed                                                 | Joseph Shay parancsnok     |                        |
| 1999 |                                                  | Let the Devil Wear Black                                   | Satch                      |                        |
| 1999 |                                                  | Foolish                                                    | Numbers                    |                        |
| 1999 |                                                  | Trash                                                      | Callum bíró                |                        |
| 2001 | Krokodil Dundee Los Angelesben                   | Crocodile Dundee in Los Angeles                            | Milos Drubnik              | Cs. Németh Lajos       |
| 2001 |                                                  | Proximity                                                  | Price                      |                        |
| 2002 | Dark Blue                                        | Dark Blue                                                  | James                      | Lázár Sándor           |
| 2002 |                                                  | R.S.V.P.                                                   | Walter Franklin            |                        |
| 2006 | Egészbe-tépve                                    | Puff, Puff, Pass                                           | Lance                      |                        |
| 2007 | Üres város                                       | Reign Over Me                                              | Stelter                    | Cs. Németh Lajos       |
| 2008 |                                                  | Proud American                                             | Mr. Moretti                |                        |
| 2012 |                                                  | Watercolor Postcards                                       | Ledball                    |                        |
| 2013 | Személyiségtolvaj                                | Identity Thief                                             | Paolo                      | Papp János             |
| 2013 |                                                  | Roar (rövidfilm)                                           | Bernie Warren              |                        |
| 2014 | A golyó                                          | Bullet                                                     | Carlito Kane               | Barbinek Péter         |
| 2014 | Anonim alkotók klubja                            | Authors Anonymous                                          | David Kelleher             | Maday Gábor            |
| 2014 | Förtelmes főnökök 2.                             | Horrible Bosses 2                                          | Hatcher nyomozó            | Barbinek Péter         |
| 2016 |                                                  | Term Life                                                  | Harper                     |                        |
| 2016 |                                                  | Alibi (rövidfilm)                                          | Billy                      |                        |
| 2017 |                                                  | Mudbound                                                   | Pappy McAllan              |                        |
| 2018 | The Commuter – Nincs kiszállás                   | The Commuter                                               | Walt                       | Papp János             |
| 2018 | A Hihetetlen család 2.                           | Incredibles 2                                              | Rick Spender (hangja)      | Vass Gábor             |
| 2018 | Az utolsó pogány király                          | Redbad                                                     | Pepin Herstal              | Fodor Tamás            |
| 2019 | El Camino: Totál szívás – A film                 | El Camino: A Breaking Bad Movie                            | Mike Ehrmantraut           |                        |
| 2022 |                                                  | Catwoman: Hunted                                           | Fekete Maszk (hangja)      |                        |

### Televízió
Tévéfilmek
| Év   | Magyar cím                        | Eredeti cím                       | Szerep           | Magyar hang     |
| ---- | --------------------------------- | --------------------------------- | ---------------- | --------------- |
| 1976 |                                   | The Macahans                      | Woodward         |                 |
| 1977 |                                   | Alexander: The Other Side of Dawn | Michael          |                 |
| 1979 |                                   | She's Dressed to Kill             | Rudy Striker     |                 |
| 1980 |                                   | Desperate Voyage                  | Louis            |                 |
| 1983 |                                   | The Invisible Woman               | Darren           |                 |
| 1983 |                                   | Murder Me, Murder You             | Janos Saracen    |                 |
| 1984 |                                   | Nadia                             | Gheorge Comaneci |                 |
| 1986 |                                   | The Fifth Missile                 | Ray Olson        |                 |
| 1986 | Bérgyilkos                        | Assassin                          | Earl Dickman     | Uri István      |
| 1986 |                                   | Who Is Julia                      | Jack Bodine      |                 |
| 1991 |                                   | Don't Touch My Daughter           | Ryter            |                 |
| 1993 | Báránybőrben                      | Blind Side                        | Aaron            | Barbinek Péter  |
| 1993 | Bobby és Marilyn                  | Marilyn & Bobby: Her Final Affair | Joe Scoman       | Helyey László   |
| 1997 | Melanie Darrow                    | Melanie Darrow                    | Arthur Abbot     | Papp János      |
| 1998 | Egy maréknyi aranyért             | Dollar for the Dead               | Skinner ezredes  | Szokolay Ottó   |
| 1999 | Millennium Man – A titkos fegyver | Millennium Man                    | Dr. Eisenberg    | Szacsvay László |

Sorozatok
| Év        | Magyar cím                         | Eredeti cím                    | Szerep                          | Megjegyzések                                                 |
| --------- | ---------------------------------- | ------------------------------ | ------------------------------- | ------------------------------------------------------------ |
| 1976–1977 |                                    | Barnaby Jones                  | Vince Gentry / autókereskedő    | 2 epizód                                                     |
| 1977      |                                    | Family                         | kiszolgáló                      | 1 epizód                                                     |
| 1977      |                                    | Carter Country                 | Bob Phillips                    | 1 epizód                                                     |
| 1979      |                                    | The Waltons                    | Jeb Sanders                     | 1 epizód                                                     |
| 1979–1981 |                                    | Lou Grant                      | Clay Starkes / Cyrus / betörő   | 3 epizód                                                     |
| 1980      | A farm, ahol élünk                 | Little House on the Prairie    | Jed                             | 1 epizód                                                     |
| 1981      |                                    | Sanford                        | Al                              | 1 epizód                                                     |
| 1981      |                                    | The Gangster Chronicles        | Dutch Schultz                   | 13 epizód                                                    |
| 1981      |                                    | Best of the West               | Hombre                          | 2 epizód                                                     |
| 1982      |                                    | Report to Murphy               | Vinny                           | 1 epizód                                                     |
| 1982–1983 | T. J. Hooker                       | T. J. Hooker                   | Danny Scott                     | - 1 epizód - magyar hangja: - Kapácsy Miklós                 |
| 1982–1983 | T. J. Hooker                       | T. J. Hooker                   | Freddy Baker                    | - 1 epizód - magyar hangjai: - Jakab Csaba - Kárpáti Levente |
| 1983      | Zsarublues                         | Hill Street Blues              | Reggie                          | 2 epizód                                                     |
| 1983      |                                    | Whiz Kids                      | ismeretlen szerep               | 1 epizód                                                     |
| 1984      |                                    | Jessie                         | Ernie Ross                      | 1 epizód                                                     |
| 1984      | Cagney és Lacey                    | Cagney & Lacey                 | Keith Edsin                     | 1 epizód                                                     |
| 1985      |                                    | Otherworld                     | Nuveen Kroll parancsnok         | 8 epizód                                                     |
| 1985      |                                    | Hunter                         | Gary Krewson nyomozó            | 1 epizód                                                     |
| 1987      | Falcon Crest                       | Falcon Crest                   | Kolinksi                        | 8 epizód                                                     |
| 1987      |                                    | Designing Women                | Eldon Ashcroft IV               | 1 epizód                                                     |
| 1987–1990 |                                    | Wiseguy                        | Frank McPike                    | 74 epizód                                                    |
| 1993      | Star Trek: Deep Space Nine         | Star Trek: Deep Space Nine     | Shel-la                         | 1 epizód                                                     |
| 1994      | Hegylakó                           | Highlander: The Series         | Mako                            | - 1 epizód - magyar hangja: - Körtvélyessy Zsolt             |
| 1994      |                                    | Matlock                        | Jack Starling                   | 1 epizód                                                     |
| 1994      | Walker, a texasi kopó              | Walker, Texas Ranger           | Shelby Valentine                | - 1 epizód - magyar hangja: - Barbinek Péter                 |
| 1994      | Mesék a kriptából                  | Tales from the Crypt           | William                         | 1 epizód                                                     |
| 1995      |                                    | Due South                      | Garret                          | 1 epizód                                                     |
| 1995      |                                    | Women of the House             | Jim Sugarbaker                  | 2 epizód                                                     |
| 1994–1995 | SeaQuest DSV – A mélység birodalma | SeaQuest 2032                  | Maximillian Scully              | 2 epizód                                                     |
| 1996–2000 | Halálbiztos diagnózis              | Diagnosis: Murder              | Max Jupe / Bruce Locatelli      | 2 epizód                                                     |
| 1997–1998 |                                    | Fired Up                       | Guy Mann                        | 28 epizód                                                    |
| 2000–2001 | Csak egy kis para                  | The Trouble With Normal        | Dr. Lowell                      | 2 epizód                                                     |
| 2001      | A körzet                           | The District                   | Monya Pastov                    | 1 epizód                                                     |
| 2003      | Alias                              | Alias                          | Frederick Brandon               | 2 epizód                                                     |
| 2003      |                                    | Strong Medicine                | Frank Hardwyck                  | 1 epizód                                                     |
| 2004      | Isteni sugallat                    | Joan of Arcadia                | Mike Rakowski seriff            | 1 epizód                                                     |
| 2004–2006 | CSI: A helyszínelők                | CSI: Crime Scene Investigation | Bobby Jensen                    | 2 epizód                                                     |
| 2005      |                                    | E-Ring                         | Cooper admirális                | 4 epizód                                                     |
| 2006      | Szellemekkel suttogó               | Ghost Whisperer                | Lyle Chase                      | 1 epizód                                                     |
| 2006      | Nyomtalanul                        | Without a Trace                | Sal Marcello                    | 1 epizód                                                     |
| 2006–2007 | Daybreak – Időbe zárva             | Day Break                      | Conrad Detweiler                | 7 epizód                                                     |
| 2007      | Dexter                             | Dexter                         | Max Adams FBI igazgatóhelyettes | 2 epizód                                                     |
| 2008      | Vészhelyzet                        | ER                             | Robert Truman                   | 1 epizód                                                     |
| 2008      | Shark – Törvényszéki ragadozó      | Shark                          | Jason Normandy                  | 2 epizód                                                     |
| 2008      | Életfogytig zsaru                  | Life                           | Nathan Gray                     | 1 epizód                                                     |
| 2008      |                                    | Eli Stone                      | Johnathan Maine ügynök          | 1 epizód                                                     |
| 2009      | Hazudj, ha tudsz!                  | Lie to Me                      | Bitcher ex-FBI-ügynök           | 1 epizód                                                     |
| 2009      | Döglött akták                      | Cold Case                      | John Clark                      | 1 epizód                                                     |
| 2009      | Castle                             | Castle                         | Bruce Kirby                     | 1 epizód                                                     |
| 2009–2012 | Breaking Bad – Totál szívás        | Breaking Bad                   | Mike Ehrmantraut                | - 25 epizód - magyar hangja: - Varga T. József               |
| 2011      | Modern család                      | Modern Family                  | Donnie Pritchett                | 1 epizód                                                     |
| 2011      | Két pasi – meg egy kicsi           | Two and a Half Men             | zálogkölcsönző                  | 1 epizód                                                     |
| 2011      | CSI: Miami helyszínelők            | CSI: Miami                     | Oscar Duarte                    | 1 epizód                                                     |
| 2012      | Ringer – A vér kötelez             | Ringer                         | Remy Osterman                   | 2 epizód                                                     |
| 2012      | Városfejlesztési osztály           | Parks and Recreation           | Steve Wyatt                     | 1 epizód                                                     |
| 2012      | Vegas                              | Vegas                          | Angelo LaFlatta                 | 2 epizód                                                     |
| 2013      | A vérvonal árnyai                  | Bloodline                      | Leo Killpriest                  | 1 epizód                                                     |
| 2013      | A hidegsebész                      | Body of Proof                  | Glenn Fitz                      | 1 epizód                                                     |
| 2013–2015 |                                    | Axe Cop                        | több szereplő hangja            | 3 epizód                                                     |
| 2014      | Balfékek                           | Community                      | Buzz Hickey                     | 11 epizód                                                    |
| 2014      |                                    | Mike Tyson Mysteries           | The Wizard (hangja)             | 1 epizód                                                     |
| 2015–2022 | Better Call Saul                   | Better Call Saul               | Mike Ehrmantraut                | - 59 epizód - magyar hangja: - Varga T. József               |
| 2015      |                                    | The Lizzie Borden Chronicles   | Mr. Flowers                     | 3 epizód                                                     |
| 2015      |                                    | Major Lazer                    | The Law (hangja)                | 1 epizód                                                     |
| 2015      | Rejtélyek városkája                | Gravity Falls                  | Filbrick Pines (hangja)         | 1 epizód                                                     |
| 2015      | Robotcsirke                        | Robot Chicken                  | Composite Superman (hangja)     | 1 epizód                                                     |
| 2015      | A Térség                           | The Expanse                    | másodtiszt                      | 1 epizód                                                     |
| 2016–2018 |                                    | Skylanders Academy             | Eruptor (hangja)                | 38 epizód                                                    |
| 2017      |                                    | Dr. Ken                        | Dr. Erwin                       | 1 epizód                                                     |
| 2017–2020 | Aranyhaj: A sorozat                | Tangled: The Series            | Quirin (hangja)                 | - 3 epizód - magyar hangja: - Koncz István                   |
| 2020      | A Casagrande család                | The Casagrandes                | Crawford edző (hangja)          | 1 epizód                                                     |
| 2020      |                                    | The Comey Rule                 | James Clapper                   | 2 epizód                                                     |
| 2020–2021 | Csé, mint család                   | F Is for Family                | William Murphy (hangja)         | 12 epizód                                                    |
| 2021–     | Rémséges rémmesék                  | A Tale Dark & Grimm            | Johannes (hangja)               |                                                              |
| 2024      |                                    | Kite Man: Hell Yeah!           | Noonan (hangja)                 |                                                              |

### Videójátékok
| Év   | Cím                   | Szerep                |
| ---- | --------------------- | --------------------- |
| 2015 | Batman: Arkham Knight | James Gordon (hangja) |
| 2018 | Lego The Incredibles  | Rick Dicker (hangja)  |

## Díjak és jelölések
| Év   | Díj                               | Kategória                                                                    | Jelölt mű                   | Eredmény |
| ---- | --------------------------------- | ---------------------------------------------------------------------------- | --------------------------- | -------- |
| 1989 | Primetime Emmy-díj                | Legjobb férfi mellékszereplő (drámasorozat)                                  | Wiseguy                     | Jelölve  |
| 1990 | Viewers for Quality Television    | Legjobb férfi mellékszereplő minőségi drámai tévésorozatban                  | Wiseguy                     | Jelölve  |
| 2012 | Screen Actors Guild-díj           | Legjobb szereplőgárda (drámasorozat)                                         | Breaking Bad – Totál szívás | Jelölve  |
| 2013 | Critics' Choice Television Awards | Legjobb férfi mellékszereplő (drámasorozat)                                  | Breaking Bad – Totál szívás | Jelölve  |
| 2013 | Primetime Emmy-díj                | Legjobb férfi mellékszereplő (drámasorozat)                                  | Breaking Bad – Totál szívás | Jelölve  |
| 2013 | Szaturnusz-díj                    | Legjobb televíziós férfi mellékszereplő                                      | Breaking Bad – Totál szívás | Elnyerte |
| 2013 | Screen Actors Guild-díj           | Legjobb szereplőgárda (drámasorozat)                                         | Breaking Bad – Totál szívás | Jelölve  |
| 2015 | Critics' Choice Television Awards | Legjobb férfi mellékszereplő (drámasorozat)                                  | Better Call Saul            | Elnyerte |
| 2015 | Primetime Emmy-díj                | Legjobb férfi mellékszereplő (drámasorozat)                                  | Better Call Saul            | Jelölve  |
| 2016 | Satellite Award                   | Legjobb férfi mellékszereplő (televíziós sorozat, minisorozat vagy tévéfilm) | Better Call Saul            | Jelölve  |
| 2016 | Primetime Emmy-díj                | Legjobb férfi mellékszereplő (drámasorozat)                                  | Better Call Saul            | Jelölve  |
| 2017 | Primetime Emmy-díj                | Legjobb férfi mellékszereplő (drámasorozat)                                  | Better Call Saul            | Jelölve  |
| 2017 | Satellite Award                   | Legjobb férfi mellékszereplő (televíziós sorozat, minisorozat vagy tévéfilm) | Better Call Saul            | Jelölve  |

## Fordítás
Ez a szócikk részben vagy egészben  a   Jonathan Banks című angol Wikipédia-szócikk ezen változatának fordításán alapul.  Az eredeti cikk szerkesztőit annak laptörténete sorolja fel. Ez a jelzés csupán a megfogalmazás eredetét és a szerzői jogokat jelzi, nem szolgál a cikkben szereplő információk forrásmegjelöléseként.